# La balsa (cuento)
La balsa (en inglés: The Raft) es un cuento de terror escrito por Stephen King publicado por primera vez como un folleto adicional de la revista Gallery en noviembre de 1982. Posteriormente fue publicado en The Twilight Zone Magazine (mayo/junio de 1983), luego en la antología de cuentos Skeleton Crew (1985) y en el libro de habla hispana Dos historias para no dormir (2004).

## Argumento
Cuatro estudiantes universitarios, dos hombres (Randy y Deke) y dos mujeres (Rachel y LaVerne), van a nadar a un remoto y solitario lago de Pensilvania en otoño.
Tras nadar hasta una balsa que se encuentra en medio del lago, descubren en el agua una extraña sustancia similar a una "mancha de petróleo" que se mueve hasta situarse debajo de ellos. Deke se burla de las sospechas de Randy, quien había dicho que la mancha había estado persiguiendo a las chicas, y no considera la seriedad de la situación hasta que Rachel parece entrar en trance por mirar la mancha y acaba tocándola. La sustancia envuelve inmediatamente el brazo de la chica y la jala dentro de sí para luego disolverla gradualmente. Tras el pánico inicial, comprenden que al alimentarse se ha hecho más grande y ahora rodea completamente la balsa por lo que no pueden nadar de regreso. Con el paso de las horas el frío hace mella en ellos mientras comprenden que no dijeron a nadie a donde iban y no hay forma de que los encuentren, ya que el sector está alejado de las carreteras principales y cerca solo hay residencias de veraneo que por la época están vacías.
La mancha intenta voltear la balsa y Randy por poco es atrapado, dándose cuenta de que los reflejos tornasolados de su superficie son hipnóticos, siendo así como logró atrapar a Rachel. Deke decide intentar nadar hacia la costa confiando en que gracias a su condición atlética podrá ganar distancia en lo que la mancha tarda en salir de debajo la balsa pero, mientras se prepara a saltar al agua, pisa la unión de dos tablas y la criatura le agarra el pie. Incapaz de liberar a su amigo, Randy observa por horas mientras la criatura consume lentamente a Deke y hace pasar su cuerpo por la unión entre los tablones. Ahora, sin desear arriesgarse a nadar hacia la costa, Randy y LaVerne se turnan para vigilar a la criatura (que cambia de posición cada tanto y a veces está debajo de la balsa y otras, lejos de ella); uno permanece parado mientras el otro se sienta en la balsa.
Durante la noche, LaVerne pide a Randy que se sienten juntos para conservar el calor y, cuando él toca uno de sus pechos, terminan manteniendo relaciones. Sin embargo, inadvertidamente, el cabello de LaVerne cae entre las aberturas de la balsa por lo que Randy la empuja fuera de la balsa donde la criatura la absorbe. 
Randy pasa el resto de la noche y el día siguiente en la balsa, la mayor parte del tiempo en pie. Cuando llega el ocaso, está desesperado y solo desea quitarse la vida para detener por fin su tormento, finalmente ya entrada la noche decide que la mancha es la solución y se convence de que los colores hipnóticos tienen como función que las presas mueran sin dolor; por ello intencionalmente mira directo a la masa mientras le pide "Enséñame algo bonito". El relato acaba cuando la mancha comienza a emitir sus colores hipnóticos y Randy se obliga a no desviar la mirada.

## Adaptación cinematográfica
La historia de La balsa se adaptó para la pantalla grande como segmento de la película Creepshow 2 (1987), dirigida por Michael Gornick y con guion a cargo de George Romero.
Para la película, el final se modificó levemente: En cuanto la criatura devora a LaVerne, Randy se lanza a nadar hacia la costa y es perseguido por ella. El chico logra avanzar a gatas unos pocos metros fuera del agua y, aparentemente a salvo, grita «¡Te vencí!»; pero la criatura se transforma en una ola y lo cubre. Irónicamente, mientras la criatura regresa en silencio al lago, la cámara se mueve para revelar un letrero de «Prohibido nadar», cerca del auto de los chicos y oculto entre la maleza.

## Trasfondo
Tanto en la introducción de la historia en The Twilight Zone Magazine como en las palabras finales del libro Skeleton Crew, King cuenta una anécdota acerca de la posible publicación de la misma en 1969 en la revista Adam pero de manera diferente y con el título La plataforma (The Float). King continúa explicando que la revista había aceptado publicar la historia pero que, poco después, él mismo fue arrestado en el pueblo de Orono, Maine por quitar de la calle varios conos de tráfico luego de que uno hubiera dañado su auto. Como no podía pagar los doscientos cincuenta dólares de multa, estuvo a punto de pasar treinta días de cárcel cuando justo llegó por correo el cheque por La plataforma, algo a lo que King se refiere como idéntico a «que alguien te envíe una tarjeta real para salir de la cárcel». Pese a haber recibido el pago por la historia, King nunca pudo encontrar un número de la revista donde esta se halla publicado.